# ショコラ 〜maid cafe "curio"〜
『ショコラ 〜maid cafe "curio"〜』（ショコラ メイドカフェ・キュリオ）は、2003年4月4日にアダルトゲームブランド戯画（ぎが）から発売された18禁恋愛アドベンチャーゲーム。
2004年12月23日には、「香奈子ショートストーリー」を追加したDVD版「ショコラRe-Order」が発売された。2021年3月26日には、画面解像度を16:9化して最新OSに対応させて再販された。
コンシューマ機への移植もされており、2003年12月25日にはドリームキャスト版、2005年6月30日にはPlayStation 2版がそれぞれアルケミストより発売されている。2007年1月26日には、コンシューマ版をWindowsに逆移植した全年齢対象版Standard Editionがテイジイエル企画より発売された。
エンターグラムよりカフェシリーズの3作品の一つとして、Nintendo Switch版『Sweet Cafe Collection ～ショコラ・パルフェ・シュクレ～』に発売予定。

## 概要
ねこにゃん&丸戸史明 with 企画屋の第2作（第1作は『Ripple 〜ブルーシールへようこそっ〜』）。ライターの途中降板により急遽入った丸戸史明が初めて注目を集めた作品である。ねこにゃんがある程度絵を描いてからシナリオライターが逃亡し、丸戸が代理ライターとして入ってきた際に構成をすべて変更したため、すでに描き上がっている絵に対してシナリオを書くという変則的なことになり、そのあたりの整合性がとれなくなっている。
世界観を同じくする『パルフェ 〜ショコラ second brew〜』『この青空に約束を―』との合同ファンディスク『フォセット - Cafe au Le Ciel Bleu -』も発売されたが、『ショコラ』はメモリアルモードとクイズでしか扱われていない。ただシステム的な難を指摘される本作で、そのイベントをフォセットではスムーズに楽しめるなど、恩恵はある。が、一部のイベントが割愛されたり、全ルート共通の強制イベントがその中心となるキャラのイベントとされてしまい時系列を合わせるのが大変だったりなどもする。
オリジナル版では、店長室での仕事という要素があり、毎日加算されていき、未処理分が限界に達するとゲームオーバーになる仕組みだった。
PS2版では、声の担当をオリジナル版とリニューアル版から選べるデュアルボイスシステムが搭載された。また、店長室での仕事が削除され、店内マップは純粋に場所移動にのみ使用される。

## プロローグ
主人公である結城大介はある朝、父親から再婚して新しい家族が増えたことや、これから3ヵ月の新婚旅行に出かけることを告げられ、父親が経営していたアンティーク喫茶店「キュリオ」の店長代理も任されることになる。そんな中、駅前に佇んでいた少女・美里、父親の再婚相手の連れ子であるすずと知り合う。大介は新しい生活の中、店長代理として奔走することになる。
これら最初の数日を、Standard Edition版体験版（現在はミラーサイトでダウンロード可能）でプレイ出来る。

## 登場人物
※声はPC・DC版 / PS2版の順。

### メインキャラクター
結城 大介（ゆうき だいすけ）
本編の主人公（目鼻は描かれない）。店長である父に代わってアンティーク喫茶店「キュリオ」の店長代理となり、「ファミリー」をスローガンに掲げて働くことになる。また、業績がよかった場合、キュリオ2号店の店長就任も聞かされる。基本的には温厚でありお節介で困っている人を見逃せない性格。また、よからぬことを考えると耳を触る癖があり、それを知っているのは翠のみ。好きな映画は任侠やギャング系の映画で、翠などを連れて同じ映画を何度も見たりもしている。酒に弱く、すぐに酔いつぶれる。好きな食べ物はパンプキンプティングで、嫌いな食べ物はピーマン、人参、セロリ。実はコロッケ料理が得意である。例外はあるが親しい付き合いであっても年上の人間には敬称を付ける。
学園時代は、母の死をきっかけに喧嘩に明け暮れていた時期があり問題児扱いされていた。その事は翠、香奈子、父親、榊原以外は知られていない。現在は一応更生はしているものの、時折柄が悪くなることもある。その際、学園時代の自分を無かった事にするために、学園時代の思い出は全部捨てている。
かつては香奈子と付き合っており、香奈子と駆け落ちをしようとしたが、何故か事前に教師などに知られており止められてしまった。その際、卒業までは香奈子とは一切関わってはいけないと言われ、その後互いの誤解によって関係が修復できないほどにまでなってしまった過去がある。それ以後、女性の扱いは苦手となるが、香奈子に対しては未練が残っている。
真名井 美里（まない みさと）
声：岡田純子 / 野川さくら
駅前で大介が偶然出会った少女。お嬢様育ちだったため世間知らずで、駅前でいかがわしい仕事に巻き込まれそうになったところを大介によって助けられる。以後、大介の推薦により「キュリオ」の新人アルバイトとして働くことになる。性格は純粋無垢だが努力家であり、人懐っこく積極性もある。現在実家から家出中であり、大介の家の目の前にある「コーポ大和」という古びたアパートに住んでいる。
バイトに入った当初はやる気はあるものの、料理どころか喫茶店と言うものを何なのかすらもわからないほどだった。しかし努力と経験を重ねるにつれどんどん上達していき、半年後には某同業者をして「接客に関してはほぼ完璧」と感嘆させる程になる。料理も初めは食べられたものではないほどだったが、練習を重ねて上達していく。最初の出会いから大介の事を慕っており、明け透けに好意を寄せて来る。
本人は気づいてなかったが、父親は真名会二代目組長。自分の縁談が進められていることを知り、自分自身結婚はまだ早いと考えたことと社会に出て仕事をしようとしたため家出した経緯がある。
結城 すず（ゆうき すず）
声：鷹月さくら / 宮崎羽衣
大介の義理の妹。旧姓は「三宮（さんみや）」。母の再婚により結城家で生活をすることになり、学園に通いながら家事もこなしている。大介の事を慕っており、後に「キュリオ」でもバイトするようになる。大介を「お兄ちゃん」と呼び、一人称を「すず」と言っている。家事も仕事も勉強もきっちりとこなす大介自慢の妹。かなりの甘党。
実の父親は事故で亡くし、母親の方も仕事で忙しく構ってもらえなかったために家族愛に飢えており、大介という兄ができてからは変に控え目に甘えてくる。また、大介が他の女の子と仲良くしているのを見て嫉妬する場面もある。学園（大介、翠、香奈子がかつて通っていた）の友人からは「りんりん」と呼ばれている。本人は恥ずかしがっているのだが、かえって面白がってやめてくれない。
本来は家族の方に依存してしまう分友達付き合いが苦手で、学園からも悠太（後述）の助けがなかったら孤立してしまうのではないかと心配されていた。転校前は少し深刻だったが、現在はキュリオの「家族」や悠太の存在もあり特に問題となってはいない。ただキュリオと学園とでは態度が違うなど、解消したわけでもない。
大村 翠（おおむら みどり）
声：松下雅 / 新谷良子
アンティーク喫茶店「キュリオ」のフロアチーフ。大介と香奈子の友人で、特に大介とは中1以来8年間の腐れ縁である。また、香奈子とは酒を飲みに行ったりもする場面もある。姉御肌で明朗快活、面倒見がよく誰からも頼りにされている。また、男勝りであるところから、よく大介から男扱いされて怒る場面もある(その際、鉄拳制裁もある)。大介と翠の罵り合いは最早キュリオの名物となっている。
主にフロアを担当しているが、他にも手先が器用で料理なども担当している。また、店長代理である大介の仕事を手伝いもしている。近い将来である2号店の料理長の座を狙っており、夜になったら榊原に料理を習っている場面もある。
中学時代から大介に好意を抱いている。その際、大介が気づかない影の部分で彼のことをずっと支えてきた。また「多分、香奈子の思っている通り」な理由で大介と香奈子の駆け落ちを未然に防いだ張本人である。よく人に頼りにされているしそれに応える能力もあるが、内心では誰かに頼りたい気持ちもある。
続編『パルフェ 〜ショコラ second brew〜』のHPにて、ボイスドラマ「chocolat 5years ago」がダウンロード可能である。
桜井 真子（さくらい まこ）
声：鳩野比奈 / 阿部玲子
アンティーク喫茶店「キュリオ」のベテラン店員で、主にフロアを担当している。穏やかだが天然ボケのところがあり、よくオーダーミスをしてしまうほか、人に騙されやすい。口癖は「あらあらまあまあ」。また、母性本能があり、知らない赤ちゃんや猫からも恐れられない。現在は家族は外国で暮らしているので一人暮らし。また、外見に似合わずプロレス好きという意外な一面もある。
橘 さやか（たちばな さやか）
声：かわしまりの / 福井裕佳梨
アンティーク喫茶店「キュリオ」のパティシエール。お菓子作りに力を入れているが、不器用で失敗が多い。それでも残ってお菓子作りの練習を繰り返しがんばっている。極度の赤面症であり、ものすごく緊張してしまう場面もある。
家族はいなく孤児院で育てられて生活していた。親の顔も知らず、母親のみうっすらと記憶に残っている。現在はパティシエになるための専門学校を卒業した後、「キュリオ」で働き夢に向かって頑張っている。
秋島 香奈子（あきしま かなこ）
声：乃田あす実 / 千葉紗子
アンティーク喫茶店「キュリオ」の常連客で、大介と翠の学園時代からの友人。名門東津本女子大の理学部の学生であるが、普段から「キュリオ」の窓際の席で本を読んでいるため、大学にちゃんと行っているのか不明。「キュリオ」の身内同然で、あまり部外者扱いされていない。成績優秀で美人だが、物静かで不思議な雰囲気を持っている。感情を露わにすることはないが、怒った際の沈黙の威圧感は大介や翠を本気で恐怖させるほどである（大介曰く「翠が激怒した時の数億倍怖い」）。
すずが結城家に来る前は、勝手知ったる他人の家と入り浸っては好き勝手、テレビすら禁止させて本を読んだりするが艶っぽいことは何もなし、と不思議な関係を繰り返していた。好きな食べ物はアップルパイと冷え切って何もつけていないコロッケ。一度何かに没頭すると周りが見えなくなる癖がある。意外にアルコールに強い。
大介とは学園時代では恋人のような関係だったが、ある事件を境にその恋も終っている。実は大介の一歳年上。学園時代に両親の離婚や周りからのプレッシャーにより荒れていた時に大介と出会っている。その後、お互いに惹かれていったが、母親が仙台に引っ込む際に彼女を連れて行くことに反発し大介と駆け落ちしようとする。だが、その駆け落ちも失敗に終わり、酒浸りになってわざと留年する。そして互いの誤解により恋人関係も終ってしまう。駆け落ちに失敗したのも大介の裏切りによるものだと勘違いしており、その復讐のために大介に付きまとっているのだが、そのことに大介は気づいていない。今でも大介に恋心を抱いている。
本作の真ヒロインとでもいうべき存在であり、PS2版の広告でもそう述べられている。
『この青空に約束を―』Webドラマで桐島沙衣里が話題にした学生時代のゼミ生は彼女だと思われる。
チロル
声：三重野亜未 / 徳永愛
アンティーク喫茶店「キュリオ」に住む元気でお喋りな妖精。アンティーク家具に宿ったたくさんの人の想いから生まれたという。午前2時から2時半の間現れ、子供の心をもった人間のみ見ることができる。榊原と真子は声を聞いたことがあり、店長は姿を見たことがあるというが真意は不明。アンティークの妖精だけあり、皿や椅子なども会話が可能。チョコレートに見境いがなく、夜中になるとチョコを漁って食べている。また、カフェインの入った飲み物を飲むと酔っ払ってしまう。大介の事をパパと呼んでおりママと呼ばれている人間もいるが、誰かは明かしていない。また、どんな願い事でも叶えると言うが、結構なドジなので成功はしない。
大介がバッドエンド（ノーマルエンド）に進んでしまった時のみ何故か登場し助言する。その際、色々な本音をぶつけてくることもある。なお、本編での初登場は必ずバッドエンド（ノーマルエンド）の時だと決まっている。
元々は香奈子が「キュリオ」を題材にして作り出された創作上のキャラクターが実体化したもの。彼女が言っていた設定などは香奈子が考えたもので、名前をつけたのが大介だった。その事から香奈子を「ママ」、大介を「パパ」と呼んでいる。彼女の性格は香奈子が本当になりたかった自分であり分身に近いものがある。姿を見せないものの、大介と香奈子が関係を戻して結ばれてくれることを望んでいる。香奈子ルートでは姿が見えなくても二人を援助している。また、彼女の悪口を言った際、容赦なく攻撃を加えてくる。
『まるねこ 戯画スペシャルドラマCD '06』『フォセット』で、三田村茜（この青空に約束を―）と共にちょっとワケあり、ハイテンションかしましコンビとして司会進行をやったりしている。

### サブキャラクター
榊原 宏幸（さかきばら ひろゆき）
声：一条和矢
アンティーク喫茶店「キュリオ」の料理長。通称バラさん。穏やかな口調に常に笑顔（翠曰く「誰も怒った所を見たことがない」らしい）。料理の腕はフレンチシェフとしてもパティシエとしても一流であり、何度も他の店から大枚の勧誘を受けているが全て断っている。店長(大介の父親)に勧誘される前の経歴は一切不明な底の知れない人物（ヤクザ組織の真名会のことを知っていたり、睨みを効かせるだけでヤクザの吉田がひるむほどなので元は裏社会に詳しい強者ではないかと思われる）。パルフェの玲愛ルートで翠とともに本店で少しだけ登場する。またフォセットのシナリオ「脱カトレア記念日」でも名前だけ登場している。
雨宮 悠太（あまみや ゆうた）
声：石川大介
すずのクラスメート。クラス委員であるためすずをクラスに馴染めるように働きかける一方で、すずの事が好きなので積極的にアプローチをかけてくる。そのため大介には評価されつつも邪険にされている。すずルートでは香奈子との交際を周囲に邪魔された苦い過去と境遇を重ね合わせた大介にすずとのデートの許可をもらう。
佐倉 澄香（さくら すみか）
声：森嶋仁美
家庭用版のさやかルートのみ登場。グルメ雑誌「プルミエール」の編集長。さやかの取材のために「キュリオ」に訪れる。優しい人物で、さやかが失敗した時も笑って励ました。
PS2版では、DC版に比べてよりキャリアウーマン然とした容姿に変更されている。
真名井 昭雄（まない あきお）
美里の父親。美里ルートのみ登場。自分が暴力団・真名会の幹部であることは秘密にして、美里を育ててきた。
吉田（よしだ）
美里ルートのみ登場。昭雄の部下。喧嘩慣れをしており大介はボコボコにされる。
笹尾（ささお）
日本史の教師で、すずのクラスの担任。大介が学園にいた時は生活指導もしており、不良だった大介には散々手を焼いていた。
結城 誠介（ゆうき せいすけ）
声：上別府仁資
大介の父親にしてキュリオの店長。大介とは学園時代からいろいろあったため、親子というよりも悪友に近い感覚で話している。結構いい加減で悪ノリな人物だが、店の売り上げなど店長としてのスキルが高く、そこは大介も渋々ながら認めている。また、本当に親子なのか疑いたくなる程に色恋沙汰に敏い。現在は再婚相手（すずの母）と共にヨーロッパ旅行に出かけており、大介に計画中の2号店を任せるために本人に内緒で店長代理に指名していた。
花鳥 玲愛（かとり れあ）
声：松永雪希
「Re-Order」の追加シナリオで初登場する、続編『パルフェ 〜ショコラ second brew〜』のヒロイン。本編終了後の夏休みに学生バイトとして入店し、目覚しい活躍により2年後にはキュリオ3号店のフロアチーフとなる。翠からは優秀さを認められている一方、堅物ぶりを指摘されている。3号店の向かいにあるアンティーク喫茶店「ファミーユ」を目の敵にしている。

## 主題歌
- オープニングテーマ 「Cream+Mint」
  - 作詞・歌：KOTOKO
  - 作曲・編曲：C.G mix
  - I'veのコンセプトアルバム「SHORT CIRCUIT」にも収録されている
- DC版エンディングテーマ「希望の扉」
  - 歌：岡田純子
  - 作詞：岡田純子
  - 作曲：山中由紀子
- PS2版新オープニングテーマ「硝子のSunshine」
  - 歌：クローバー（井ノ上奈々・宮崎羽衣・庄子裕衣・斎藤桃子）
  - 作詞：畑亜貴
  - 作曲・編曲：黒須克彦
- PS2版エンディングテーマ「ふたりみらい」
  - 歌：宮崎羽衣
  - 作詞：畑亜貴
  - 作曲・編曲：黒須克彦
- PS2版挿入歌「エントランス」
  - 歌：真名井美里（野川さくら）
  - 作詞：谷藤律子
  - 作曲・編曲：黒須克彦
- PS2版挿入歌「満月へと寄りそった星」
  - 歌：秋島香奈子（千葉紗子）
  - 作詞：谷藤律子
  - 作曲・編曲：安瀬聖

## 音楽CD
- ショコラ〜maid cafe "curio"〜 original vocal album ふたりみらい（2005年7月21日）

## 関連書籍
漫画版
『コミックブレイドMASAMUNE』（マッグガーデン）に連載された。作画は桐原いづみ。大介の顔も描かれ、さらに長ランリーゼントの不良時代までも描写されている。
2006年10月初版 ISBN 9784861272745
PS2版資料集
『ショコラ 〜maid cafe "curio"〜 ビジュアル・ガイドブック』（ジャイブ）ISBN 4-86176-209-X

## 現実世界の"curio"
2004年4月28日に東京八王子にメイド喫茶「cafe curio」がオープンした。イベント限定ではなく、個人経営で恒常的営業の店舗としてオープンされ、店員の制服や店舗内装イメージはゲームに出てきた通りに再現された。後に戯画（ぎが）の公認となり、原画担当ねこにゃんのサイン色紙が展示された。
2005年2月20日に閉店した。

## 評価
4Gamer.netの柿島真治多は、多くの美少女ゲームにおける個別ルートでは攻略対象以外の存在感が薄くなりやすい中で、本作では個別ルートにおいても他のキャラクターが絡んでくる点は評価すべきであるとしている。